# لیلی پیلی، نیو ساوت ولز
لیلی پیلی (به انگلیسی: Lilli Pilli) یک حومه شهر در استرالیا است که در Sutherland Shire واقع شده‌است.